# ریستیینا
ریستیینا (انگلیسی: Ristiina) در سوئدی همچنین به نام «کریستینا» شناخته می‌شود) یک شهرداری در فنلاند بود. این شهرداری در سال ۱۶۴۹ تأسیس شد و به افتخار کریستینا استنباک، همسر استاندار کل و شمارش پر بره نامگذاری شد. از ابتدای سال ۲۰۱۳، ریستیینا بخشی از شهر میکلی است.
ریستیینا در استان فنلاند شرقی قرار دارد و بخشی از ساوونیای جنوبی منطقه است. این شهرداری جمعیتی برابر با ۴٬۸۵۶ نفر (تا ۳۱ دسامبر ۲۰۱۲) دارد و مساحتی برابر با ۷۴۲٫۰۲ کیلومتر مربع (۲۸۶٫۵۰ مایل مربع) که از این مقدار ۱۷۵٫۸۷ کیلومتر مربع (۶۷٫۹۰ مایل مربع) آب است.تراکم جمعیت آن برابر با ۸٫۵۷۷۲/km2 (۲۲٫۲۱۴۹/sq mi) است. این شهرداری به صورت تک‌زبانه فنلاندی است.